# Enchant
Enchant är ett musikalbum av den amerikanska artisten Emilie Autumn, utgivet 26 februari 2003 genom Autumns egna skivmärke Traitor Records. Det är uppföljaren till On a Day... (1997), hennes första album bestående av klassiska arrangemang. På Enchant använder Autumn utöver fiol och piano även sin sång för första gången. Gästmusiker är bland andra William Skeen (cello) och Graham Brisben (trummor). Musiken är inspirerad av Autumns förkärlek för älvor och poesi. Det kan diskuteras huruvida Autumn har influerats och lånat vissa delar i avslutningsspåret "What If" från låten "Silent All These Years" av Tori Amos.
EP:n Chambermaid som gavs ut under 2001 innehåller tidiga versioner av ett par låtar på albumet. Därutöver har inga officiella singlar släppts från Enhant.

## Låtlista
Låtarna skrivna av Emilie Autumn.
1. "Prologue: Across the Sky" – 5:10
2. "How Strange" – 3:07
3. "Chambermaid" – 3:14
4. "Rapunzel" – 3:57
5. "Ever" – 6:11
6. "Second Hand Faith" – 4:43
7. "Juliet" – 5:42
8. "Remember" – 5:25
9. "Rose Red" – 5:29
10. "Castle Down" – 3:52
11. "Heard It All" – 3:22
12. "If You Feel Better" – 4:49
13. "Save You" – 4:53
14. "Epilogue: What If" – 4:09

## Medverkande
- Emilie Autumn – sång, keyboard, fiol, piano, cembalo, programmering, produktion, ljudmix (spår: 1, 4 till 7, 9, 10, 12), skivomslag
- William Skeen – cello
- Graham Brisben – trummor
- Sanford Parker – ljudtekniker
- Benjamin Lehl – assisterande ljudtekniker
- Dan Stout – mastering
- Mat Lejeune – ljudmix (spår: 2, 3, 8, 11, 14)
- Stuart Holverson – assisterande ljudmix (spår: 2, 3, 8, 11, 14)
- Graham Brisben – manager
- Paul Natkin – fotografi

Information från Discogs